# Stazione di Triponzo-Visso
La stazione di Triponzo-Visso è stata una stazione ferroviaria posta lungo la ex linea ferroviaria a scartamento ridotto Spoleto-Norcia, nei pressi della frazione Triponzo, nel territorio di Cerreto di Spoleto. Ad essa afferivano anche i viaggiatori in arrivo e in partenza  per il comune marchigiano di Visso.

## Storia
La stazione fu inaugurata insieme alla linea il 1º novembre 1926 e rimase attiva fino al 31 luglio 1968.

## Strutture e impianti
La stazione era dotata di un fabbricato viaggiatori e due binari. Dell'infrastruttura sopravvive solo il fabbricato viaggiatori. Il sedime dei binari è stato smantellato e riattato a una pista ciclabile.